# Edward Clodd
Edward Clodd (ur. 1 lipca 1840 w Margate, Kent, zm. 16 marca 1930) – angielski bankier, pisarz i antropolog.

## Życiorys
Obyty w kręgu przyjaciół naukowców oraz ludzi pióra, z którymi stale spotykał się w Zielone Świątki w swoim domu w Aldeburgh, Suffolk.
Clodd był wczesnym zwolennikiem prac Charlesa Darwina oraz osobiście znał Thomasa Huxleya i Herberta Spencera. Napisał biografie trzech wymienionych mężczyzn oraz pracował na rzecz popularyzacji ewolucjonizmu, czego przejawem są jego książki The Childhood of the World czy The Story of Creation: A Plain Account of Evolution.

## Dzieła
Poniższa lista jest niekompletna.
- 1872: The Childhood of the World
- 1880: Jesus of Nazareth. Kegan Paul, London1880.
- n.d. ?1883: Nature Studies. (with Grant Allen, Thomas Foster and Richard Proctor) Wyman, London.
- 1888: The Story of Creation: A plain account of evolution
- 1891: Myths and dreams. Chatto & Windus, London.
- 1893: The story of human origins (with S. Laing). Chapman & Hall, London.
- 1895: A Primer of Evolution Longmans, Green, New York.
- 1895: The story of “primitive” Man. Newnes, London; Appleton, New York.
- 1896: The childhood of religions. Kegan Paul, London.
- 1897: Pioneers of Evolution from Thales to Huxley. Grant Richards, London.
- 1898: Tom Tit Tot: An essay on savage philosophy in folk-tale.
- 1900: The story of the Alphabet. Newnes, London.
- 1900: Grant Allen: a memoir.
- 1905: Animism: the seed of religion. Constable, London.
- 1916: Memories. Chapman & Hall, London.
- 1917: The Question: If a man die, shall he live again? Grant Richards, London.
- 1920: Magic in names & other things. Chapman & Hall, London.
- 1922: Occultism: two lectures.